# Vélingara

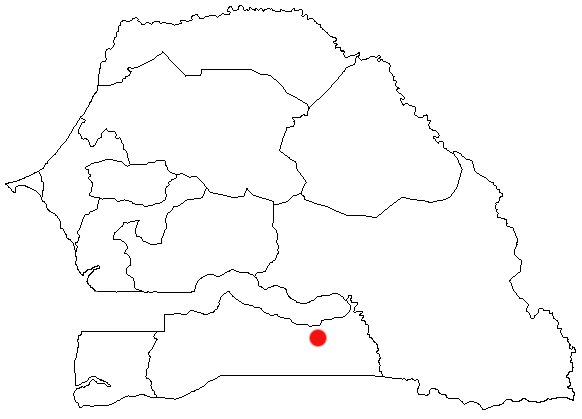
Vélingaras läge i Senegal.

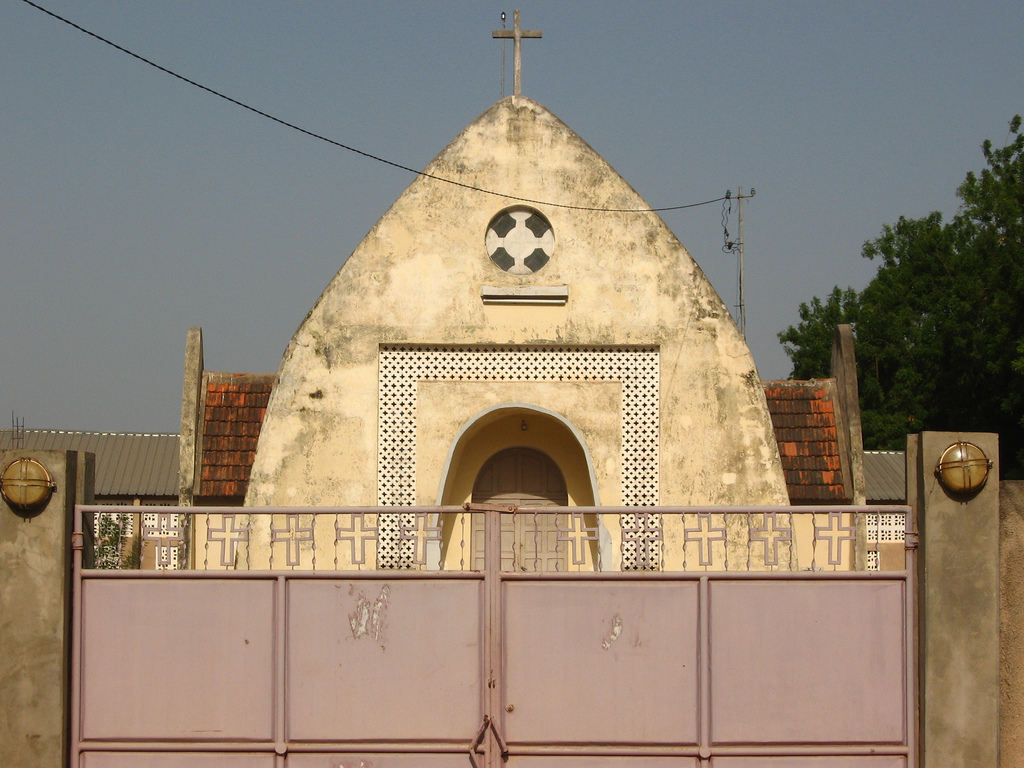
Kyrka i Velingara

Vélingara är en stad i södra Senegal. Den ligger i regionen Kolda och hade 32 161 invånare vid folkräkningen 2013.